# NGC 3689
NGC 3689 est une galaxie spirale intermédiaire située dans la constellation du Lion. NGC 3689 a été découverte par l'astronome germano-britannique William Herschel en 1785.

## Caractéristiques
La classe de luminosité de NGC 3689 est III et elle présente une large raie HI.

### Distance
Sa vitesse par rapport au fond diffus cosmologique est de 3 049 ± 22 km/s, ce qui correspond à une distance de Hubble de 45,0 ± 3,2 Mpc (∼147 millions d'al). 
À ce jour, 16 mesures non basées sur le décalage vers le rouge (redshift) donnent une distance de 39,350 ± 8,351 Mpc (∼128 millions d'al), ce qui est à l'intérieur des valeurs de la distance de Hubble. Notons cependant que c'est avec la valeur moyenne des mesures indépendantes, lorsqu'elles existent, que la base de données NASA/IPAC calcule le diamètre d'une galaxie et qu'en conséquence le diamètre de NGC 3689 pourrait être d'environ 21,7 kpc (∼70 800 al) si on utilisait la distance de Hubble pour le calculer. 

### Radiogalaxie
Selon la base de données Simbad, NGC 3689 est une radiogalaxie.

## Galaxies satellites
Le relevé astronomique SAGA destiné à la recherche de galaxies satellites en orbite autour d'une autre galaxie a permis de confirmer la présence de trois galaxies satellites pour NGC 3689.